# عملية سيدي عيش
عملية سيدي عيش (بالفرنسية: Opération Sidi Aïch)‏ هي عملية أمنية تندرج في إطار الحرب على الإرهاب التي تخوضها تونس ضد المجموعات الإرهابية اهمها كتيبة عقبة ابن نافع الإرهابية التابعة لتنظيم القاعدة في بلاد المغرب الإسلامي، قامت بتنفيذها الوحدة المختصة للحرس الوطني بمعتمدية سيدي عيش التابعة لولاية قفصة، وقعت يوم 28 مارس 2015 وخلفت مقتل 9 قيادات من المجموعة المسلحة دون إصابات في صفوف وحدات الحرس الوطني التي أعلنت عن العملية لاحقا.

## ما قبل العملية
قامت مصالح واجهزة الاستعلامات التونسية بتحريك عناصرها التي تغلغلت داخل نسيج المجموعة الارهابية والتي مكنتها من جمع كافة المعلومات حول طرق ومسار تحركاتها حيث نزلت الأخيرة من مواقع جبلية اتخذتها كمقار لتجمعاتها لتنطلق في اتجاه القطر الليبي بهدف جلب 5 سيارات مفخخة لتنفيذ اعتداءات ارهابية داخل التراب التونسي.
دامت عمليات الرصد والتتبع وجمع المعلومات أربعة أشهر لما كانت تمثله هذه القيادات من اهمية للسلطات التونسية كونها عناصر مؤسسة للكتيبة الارهابية في تونس والمتسببة في أكثر من اعتداء ارهابي شهدته البلاد في السنوات الاخيرة. إضافة إلى اعتبارها من اخطر القيادات الجزائرية التي تنشط صلب تنظيم القاعدة باكتسابهم لخبرات كبيرة وتمرسهم على تكتيكات حروب العصابات وصنع الالغام.

## تفاصيل العملية
خلال ليلة 28 مارس 2015 بمعتمدية سيدي عيش من ولاية قفصة، أطلقت الوحدة المختصة للحرس الوطني عمليتها بنصب كمين ضد سيارة تقل قياديين تابعين لتنظيم القاعدة في بلاد المغرب الإسلامي. واثر تبادل لإطلاق النار، تم القضاء على جميع راكبى السيارة من قبل جنود الوحدة المختصة وكان عددهم 9، حيث بادر احدهم بتفجير نفسه قبل ان يتم القضاء على البقية تباعا.
أعلنت الحكومة التونسية انه تم القضاء على 9 إرهابيين، من بينهم القيادي الإرهابي الجزائري خالد حمادي الشايب والمكنى «لقمان أبو صخر» المورط في هجوم متحف باردو وأنس العاتري المكنى «أبو أنس» وهو أحد مؤسسي خلية جبال ورغة بولاية الكاف المورطة في عدة أعمال ارهابية داخل التراب التونسي وكمال زغروف المكنى «معاوية أبو حمزة» أمير منطقة الجنوب لدى التنظيم وآخر يعرف باسم «ميمون الجزائري» وقياديين آخرين لم يصرح عن هوياتهم.
حيث قال المتحدث باسم الحرس الوطني أن القوات الأمنية نصبت كمينا للمجموعة الإرهابية التي كانت تنوي التحول إلى الحدود الليبية لتسلم 5 سيارات مفخخة لإستعمالها في عمليات ارهابية، مؤكدا أن عملية رصد الإرهابيين التسعة الذين تم القضاء عليهم انطلقت منذ ما يزيد عن أربعة أشهر.
وشدد المتحدث باسم الحرس الوطني على انّه تمّ القضاء على 9 إرهابيين ولا وجود لعنصر عاشر وان تلك المجموعة كانت موجودة في سيارة نوع «تويوتا» وكانوا يحملون أسلحة منها 7 أسلحة من نوع «كلاشينكوف» وسلاحي «شطاير» ومنظار ليلي.
شكلت هذه العملية ضربة قاسية وحاسمة في كفة تونس، فقد ساهمت بشكل كبير في انحصار الاعتداءات الارهابية بالمرتفعات التونسية وقطع الامدادات اللوجستية للمجموعة الارهابية من الجزائر كما تبعتها عملية جبل بوعمران بنفس الولاية والتي افضت إلى القضاء على 5 قياديين آخرين بينهم «خالد الغرسلي». وبهما تم دفن كامل قيادات المجموعة الارهابية وانطلاق مرحلة التفكيك.